# Jaźwinka
Jaźwinka – wzniesienie o wysokości 131 m n.p.m. na Pojezierzu Ińskim, położone w woj. zachodniopomorskim, w powiecie stargardzkim, w gminie Ińsko. Położone na zachodnim krańcu Ińskiego Parku Krajobrazowego.
Ma rozległy płaski wierzchołek, którego północna część ma wysokość 129,7 m n.p.m., jednak przy wschodnim zboczu kulminacja Jaźwinki osiąga 131 m n.p.m.
Teren wzniesienia jest objęty obszarem specjalnej ochrony ptaków Ostoja Ińska.
Ok. 0,7 km na północ od Jaźwinki znajduje się wzniesienie Babia Góra (139,3 m n.p.m.).
Ok. 0,5 km na południowy zachód od wzniesienia leży wieś Kozy. Przy południowym zboczu Jaźwinki płynie struga Krępa.
Teren Jaźwinki stanowi wysunięte wcięcie terenu gminy Ińsko w teren w gminy Dobrzany.
Nazwę Jaźwinka wprowadzono urzędowo w 1955 roku, zastępując poprzednią niemiecką nazwę Erdmanns-Berg.